# 7009 Hume
För andra betydelser, se Hume (olika betydelser).
7009 Hume eller 1987 QU1 är en asteroid i huvudbältet som upptäcktes den 21 augusti 1987 av den belgiske astronomen Eric W. Elst vid La Silla-observatoriet. Den är uppkallad efter den skotske filosofen David Hume.
Asteroiden har en diameter på ungefär 3 kilometer.